# Adenozin
Az adenozin (INN-név: adenosine) egy adenin- és egy ribóz cukormolekulából álló szerves vegyület, egy nukleozid. Szagtalan, fehér, kristályos anyag, enyhén sós-keserű ízzel. Vízben és etanolban gyengén oldódik.
Az adenozin származékai széles körben megtalálhatóak a természetben, és fontos szerepet játszanak a biokémiai folyamatokban, mint például az energia átadásban adenozin-trifoszfátként (ATP) és adenozin-difoszfátként (ADP), valamint az információközlésben ciklikus adenozin-monofoszfátként (cAMP). Ez is egy gátló neurotranszmitter, így szerepet játszik az alvás folyamatában és az ébredés késleltetésében, a szint óránkénti növelésével a szervezetet ébren tartja.
1909-ben izolálták élesztőből.